# Gerhard Matthäus Friedrich Brawe
Gerhard Matthäus Friedrich Brawe, auch Gerhard Matthias Friedrich Brawe (* 1745 in Verden; † 25. April 1787 ebenda) war ein deutscher Mediziner und Autor.

## Leben
Als junger Erwachsener war er Mitglied des „Ordens der Unzertrennlichen“ – einer akademischen Gesellschaft in Nachahmung freimaurerischer Bräuche. Brawe wurde in Jena am 21. April 1765 initiiert und im Mai 1766 in den zweiten Grad eingeführt. In Göttingen stieg er am 18. Juni 1767 in den Rang des Marschalls und am 18. Oktober gleichen Jahres zum Sekretär auf.
Er studierte in seiner Heimatstadt sowie in Göttingen und wurde dort am 6. September 1768 zum Arzt promoviert. Anschließend zog er wieder nach Verden, praktizierte dort und veröffentlichte mehrere Schriften, von denen eine 1772 erschienene zum Ergotismus die bekannteste war. In dieser Publikation stellte er den ursächlichen Zusammenhang der Krankheit mit dem Mutterkorn infrage. Während der europaweit grassierenden Ergotismus-Epidemie in den Jahren 1770 und 1771 war er zuvor mit Genehmigung der Regierung in Stade von den Behörden in Rotenburg an der Wümme – die sich angesichts des Ärztemangels um die Sicherstellung einer ausreichenden medizinischen Behandlung der Erkrankten bemühten – verpflichtet worden, auch Patienten aus den Dörfern Visselhövede, Hiddingen, Neuenkirchen, Leverdingen, Delmsen, Sprengel sowie Ahausen zu therapieren. Später ernannte man ihn in Verden zum Hofmedicus des Kurfürstentums Braunschweig-Lüneburg.
Anfang der 1780er Jahre erwarb sich Brawe große Verdienste um den Ausbau der Heilwasserquelle „Verdener Brunnen“. So ließ er sie mit Quadersteinen einfassen und in der Nähe erste Übernachtungsmöglichkeiten errichten. An der inzwischen zumeist versiegten Quelle erinnert ein Gedenkstein an die Leistungen Brawes. 

## Publikationen (Auswahl)
- Brawe, G. M. F.: De coctionis atque criseos in febribus impedimentis variisque noxis inde oriundis. Dissertation, Göttingen, 1768.
- Brawe, G. M. F.: Beytrag zur Geschichte und Cur der Kriebelkrankheit im Jahre 1771. Aus eigenen Erfahrungen aufgesetzt. Gsellius-Verlag, Bremen, 1772.
- Brawe, G. M. F.: Die gelbe Sucht kann durch Aergerniß entstehen. In: Hannoversches Magazin, 1781, № 80, Seiten 1257–1264.
- Brawe, G. M. F.: Krankengeschichte. In: Baldingers neues Magazin für Aerzte, 1785, 7. Band, № 3, Seite 195 ff.
- Brawe, G. M. F.: Von dem Mineralwasser zu Uhlemühlen bey Verden. In: Baldingers neues Magazin für Aerzte, 1786, 8. Band, № 3.
- Brawe, G. M. F.: Sendschreiben des Herrn Hof-Medicus D. Gerhard Matthias Friedrich Brawe zu Verden an einen seiner Freunde von dem Verdner Gesundbrunnen und Bade, nebst dem Gutachten der medicinischen Facultät zu Göttingen. Förster-Verlag, Bremen, 1786.
- Brawe, G. M. F.: Zweites Sendschreiben des Herrn Hof-Medicus D. Gerhard Matthias Friedrich Brawe zu Verden an einen seiner Freunde von dem Verdner Gesundbrunnen und Bade, nebst angehängten Kranken-Geschichten. Friederichsche Schriften, Stade, 1787.